# 風に吹かれて豆腐屋ジョニー
風に吹かれて豆腐屋ジョニー（かぜにふかれてとうふやジョニー）は、京都府南丹市に本社がある男前豆腐店株式会社より発売されている豆腐である。なお、以前は茨城県古河市に本社がある三和豆友食品株式会社（現・株式会社三和豆水庵）から発売されていた。商標は男前豆腐店社長個人で登録済み。三和豆水庵からは現在「波乗りジョニー」という商品が発売されている。

## 概要
高級充填豆腐を志向し、一丁300円程の高めの値段設定である。北海道産の大豆、沖縄県糸満市沖の海水から作ったにがりを使用。濃い豆乳に少しのにがりと言うコンセプトで開発された、開発者によれば豆乳の濃さは17ブリックス。外見ではサーフボードのような縦長のパッケージが特徴で、印刷されているバーコードも波型のデザインとなっており、サーフィンをする人も描かれている。この形状は充填後の加熱工程で表面と内部の温度差が小さく、ムラのない仕上がりとなり、ツルンとした食感に仕上げることができるという。通常の豆腐としての用途の他、黒蜜などをかけてデザートにする食べ方もある。発売は2004年7月。瞬く間に男前豆腐を越えるヒット商品となったという。